# Клышино
Клышино — деревня в городском округе Семёновский. Входит в состав Огибновского сельсовета.
Деревня располагается на правом берегу реки Керженец.

## Население
| 2002 | 2010 |
| ---- | ---- |
| 94   | ↘78  |

Национальный состав
Согласно результатам переписи 2002 года, в национальной структуре населения русские составляли  100% из 94 человек.